# María Libier González Anaya
María Livier González Anaya (Jalisco, 27 de marzo de 1954) es una política mexicana, militante en el partido Movimiento Ciudadano. Es activista política entre mexicanos migrantes a Estados Unidos y diputada federal.

## Reseña biográfica
María Livier González Anaya es licenciada en Educación Primaria y tiene una maestría en la misma rama, ejerció como docente en la Escuela Urbana No. 41 de Guadalajara, Jalisco, entre 1974 y 1981.
Migró a los Estados Unidos, en particular a la ciudad de Redondo Beach, California, donde ejerció el cargo de coordinadora de Parques Recreativos entre 2000 y 2005 y militó en el Partido Demócrata estadounidense.
De 2002 a 2008 fue vicepresidente y tesorera del Movimiento Ciudadano Migrante, de 2002 a 2010 presidente de la asociación Mujeres Extraordinarias en California y partir de 2015 miembro de la Federación de Clubes Jaliscienses del Sur de California.
En 2018 fue postulada y electa diputada federal por la vía de la representación proporcional a la LXIV Legislatura que concluirá en 2021. En la Cámara de Diputados es secretaria de la comisión de Asuntos Migratorios; e integrante de la comisión de Desarrollo Social y de la comisión de Relaciones Exteriores.
El 28 de marzo de 2020 su grupo parlamentario anunció públicamente que María Liver González Anayaa había sido diagnósticada con la enfermedad por coronavirus; permaneciendo en aislamiento domiciliario y en vías recuperación. Es el segundo diputado federal afectado, tras su compañero de partido Jorge Alcibíades García Lara.